# Abbas Bahri
Abbas Bahri (Tunis, 1 januari 1955 – New York, 10 januari 2016) was een Tunesisch wiskundige.
Hij werkte op variatierekening, partiële differentiaalvergelijkingen en differentiaalmeetkunde.

## Opleiding in Frankrijk
Bahri volgde middelbaar onderwijs in Tunesië. Hij ging als eerste Tunesiër naar de École Normale Superieure te Parijs.
In 1981 doctoreerde hij aan de Universiteit Pierre en Marie Curie bij Haïm Brezis.

## Internationale carrière
Hij was daarna gastdocent aan de University of Chicago.
Op 1 oktober 1981 werd Bahri lector aan de Universiteit van Tunis. Van 1984 tot 1993 gaf hij les aan de École Polytechnique. Vanaf 1988 tot aan zijn dood was hij professor aan de Rutgers University.
Hij was er van 1988 tot 2002 directeur van het centrum voor niet-lineaire analyse.
In 1989 ontving hij samen met Kenneth Alan Ribet de Prix Fermat.
Hij trouwde op 20 juni 1991 met de Italiaanse Diana Nunziante. Het stel had 4 kinderen: Thouraya, Kahena, Salima en 'ohamed El Hedi.
Bahri overleed op 61-jarige leeftijd aan een longziekte.

## Publicaties
- Pseudo-orbits of contact forms (1988)
- Critical Points at Infinity in Some Variational Problems (1989)
- Classical and Quantic Periodic Motions of Multiply Polarized Spin-Particles (1998)
- Flow lines and algebraic invariants in contact form geometry (2003)
- Recent progress in conformal geometry met Yongzhong Xu (2007)
- Bahri, Abbas (augustus 2009). Variations at infinity in contact form geometry.. Journal of Fixed Point Theory & Its Applications 5 (2).  Gearchiveerd van origineel op 3 maart 2016.
- Bahri, Abbas, Taimonov, Iskander A. (juli 1998). Periodic Orbits in Magnetic Fields and Ricci Curvature of Lagrangian Systems. Transactions of the American Mathematical Society 350 (7): 2697-2717.  Gearchiveerd van origineel op 2 mei 2019.